# N-Acetyloglukozamina
N-Acetyloglukozamina, NAG – organiczny związek chemiczny z grupy modyfikowanych monosacharydów, amid glukozaminy i kwasu octowego. Ma duże znaczenie w niektórych układach biologicznych.

## N-Acetyloglukozoamina jako składnik biopolimerów
NAG jest zdolny do tworzenia długich łańcuchów polisacharydowych {-NAG-}n połączonych wiązaniami O-glikozydowymi. Biopolimer taki zbudowany z reszt N-acetylo-D-glukozo-2-aminowych połączonych wiązaniem β-glikozydowym stanowi chitynę, która jest składnikiem szkieletów zewnętrznych stawonogów oraz wchodzi w skład ścian komórkowych grzybów.
N-Acetyloglukozoamina jest również składnikiem peptydoglikanu, biopolimeru {NAM-NAG}n, tj. zbudowanego naprzemiennie z reszt N-acetyloglukozaminy i kwasu N-acetylomuraminowego połączonych wiązaniami β-glikozydowymi. Peptydoglikan jest polisacharydem tworzącym ściany komórkowe wielu bakterii.
W układach biologicznych wiązania glikozydowe zarówno pomiędzy NAM-NAG ścian komórkowych bakterii, jak również NAG-NAG chityny ulegają hydrolizie przy pomocy lizozymu.
Trimer N-acetyloglukozoaminy: NAG-NAG-NAG jest bardzo skutecznym inhibitorem kompetycyjnym lizozymu. Łączy się on silnie w szczelinie stanowiącej miejsce aktywne lizozymu dzięki wytworzeniu wiązań wodorowych oraz oddziaływań typu van der Waalsa uniemożliwiając wejście łańcuchów polisacharydowych i tym samym blokując aktywność katalityczną tego enzymu.

## Zastosowanie w medycynie
Był brany pod uwagę jako lek na choroby autoimmunologiczne.